# Górnik Konin
KS Górnik Konin  (vollständig Klub Sportowy Górnik Konin) ist ein Fußballklub aus der polnischen Stadt Konin.

## Geschichte
Der am 14. Juni 1957 unter dem heutigen Namen gegründete Verein hatte seine sportlich erfolgreichste Zeit zwischen 1992 und 2004, als der Klub mit kurzen Unterbrechungen in der zweithöchsten polnischen Spielklasse, der heutigen 1. Liga, vertreten war.
In diese Periode fielen der knapp verpasste Aufstieg in die Ekstraklasa 1998 sowie das Erreichen des Endspiels um den polnischen Fußballpokal im selben Jahr unter dem Namen Aluminium Konin. Seit 2004 kam der Verein nicht über regionale Ligen hinaus.

## Umbenennungen
Der Verein wurde im Laufe seines Bestehens mehrfach umbenannt und trägt seit dem 7. Februar 2012 wieder seinen Gründungsnamen.
Die folgende Auflistung stellt alle Namen und Umbenennungen seit 1957 dar:
- Górnik Konin (1957–1967)
- Zagłębie Konin (1967–1979)
- Górnik Konin (1979–1997)
- Aluminium Konin (1997–1999)
- KP Konin (1999)
- Aluminium Konin (2000–2008)
- Avans Aluminium Konin (2008–1. Mai 2008)
- Avans Górnik Konin (19. Mai 2008–7. Februar 2012)
- Górnik Konin (seit 7. Februar 2012)

## Spieler
- Artur Wichniarek (1996)
- Piotr Czachowski (1997–1998)
- Jarosław Araszkiewicz (1999)
- Zbigniew Zakrzewski (2002–2003)
- Radosław Cierzniak (2003–2004)
- Krystian Bielik (200?–2012) Jugend